# Малий Шум
Малий Шум (словац. Malý Šum) — річка в Словаччині, ліва притока Великого Шуму, протікає в окрузі Попрад.
Довжина приблизно 2.5 км. Витік знаходиться в масиві Високі Татри (геоморфологічна підодиниця Татранське передгір'я — Штольська долина); на висоті близько 1300 метрів. Протікає територією міста Високі Татри (частина Вишне Наги).
Впадає у Великий Шум на висоті приблизно 960—965 метрів.